# Egloghe (Dante Alighieri)
Le Egloghe sono due componimenti di carattere bucolico scritti in lingua latina da Dante Alighieri tra il 1319 ed il 1320 a Ravenna e pubblicate per la prima volta a Firenze nel 1719.

## Descrizione
Le egloghe, rispettivamente Vidimus in nigris albo patiente lituris di 68 versi e Velleribus Colchis prepes detectus Eous di 97 versi, sono composte in esametri e si rivolgono a Giovanni del Virgilio, lettore di poesia latina presso l'Università di Bologna, che con una epistola di carattere oraziano, il Pyeridum vox alma, novis qui cantibus orbem, invitava il poeta del "carmen laicum" disprezzato dai dotti, cioè la Commedia, a scrivere un "carmen vatisonum", cioè un carme di carattere eroico, per conquistarsi i letterati e ottenere la corona d'alloro.
Dante risponde al letterato con un'egloga di tipo virgiliano dove immagina che il pastore Titiro (nome sotto il quale si nasconde Dante stesso) e Melibeo (il giovane Dino Perini esule fiorentino) mentre si trovano a pascolare il gregge ricevono l'epistola di Mopso (nome fittizio di Giovanni del Virgilio). A Melibeo che vuole conoscere il contenuto della missiva, Titiro dice che il maestro lo invita a cingersi d'alloro e aggiunge che ne sarebbe felice ma non a Bologna e per il genere di poesia che vorrebbe il dotto, ma sulle rive dell'Arno e per la sua Commedia.
A questa egloga Giovanni del Virgilio risponde a Dante con Forte sub inriguos colles, ubi Sarpina Rheno, e questa volta sotto forma di egloga virgiliana, rinnovandogli l'invito.
Dante risponde con una seconda egloga nella quale racconta all'illustre corrispondente delle numerose prestazioni d'affetto e di stima che riceve a Ravenna e al pastore Alfesibeo (sotto il quale si cela il maestro Fiducio dei Milotti) che lo prega di non abbandonare i pascoli che egli ha reso famosi con il suo nome, Titiro risponde dicendogli che non se ne andrà mai da quel luogo pieno di pace e silenzio per recarsi in un'altra dimora.
I quattro componimenti ci sono stati tramandati da otto codici del XIV e XV secolo tra i quali lo Zibaldone Laurenziano di Boccaccio che possiede tutta la corrispondenza con glosse ai testi di diverse provenienze.